# Korzeniów (województwo podkarpackie)
Korzeniów – wieś w Polsce położona w województwie podkarpackim, w powiecie dębickim, w gminie Żyraków.
W latach 1975–1998 miejscowość administracyjnie należała do województwa tarnowskiego.
W Korzeniowie jest aktywny klub piłkarski KS Dragon Korzeniów, który obecnie występuje w B klasie grupie dębickiej

## Części wsi
| SIMC    | Nazwa      | Rodzaj    |
| ------- | ---------- | --------- |
| 0996123 | Borek      | część wsi |
| 0996130 | Borki      | część wsi |
| 0839688 | Łapierz    | część wsi |
| 0839694 | Łazy       | część wsi |
| 0839702 | Świerczków | część wsi |
| 0839719 | Wolica     | część wsi |
| 0996146 | Zagrodzie  | część wsi |

## Zabytki i pamiątki historyczne
- Zespół pałacowo-parkowy – dwór pochodzi z końca XVII wieku, przebudowany na początku XIX wieku w stylu klasycystycznym: murowany, parterowy, z czterokolumnowym portykiem od frontu, sięgającym po gzyms facjaty, nakryty trójkątnym przyczółkiem, dach czterospadowy łamany. Dwór otoczony jest parkiem. Powierzchnia całego kompleksu wynosi 16,9 ha w tym około 4 ha stanowią stawy. Od strony frontowej dworek sąsiaduje z dużym owalnym stawem. Z dawnych zabudowań dworskich, prócz odnowionego dworku, zachowały się dwa drewniane budynki (dawniej były to stolarnia i kuźnia). Z zabytkowych elementów architektonicznych na terenie parku znajduje się figurka Matki Bożej, oraz zabytkowa kapliczka kryta gontem. Park został założony pod koniec XVII wieku na bazie istniejących lokalnych zadrzewień. Teren parku porasta drzewostan różnogatunkowy z dużą liczbą okazałych drzew. Park ma charakter naturalistyczny.
- Grób dragona - miejsce, gdzie w XVII wieku został pochowany dowódca dragonów broniących wsi podczas najazdu szwedzkiego. W 1656 roku Szwedzi wysłali do wsi oddział rajtarski celem jej spacyfikowania. Na odsiecz pośpieszył oddział polskich dragonów. W czasie potyczki śmiertelnie ranny został dowódca dragonów - Tłocki. Jego ciało zostało złożone do mogiły na leśnym uroczysku przy rozstaju dróg, w miejscu pochówku postawiono krzyż. Po 334 latach, mieszkańcy dokonali ponownie symbolicznego pogrzebu, a w miejscu mogiły postawili pamiątkowy obelisk.

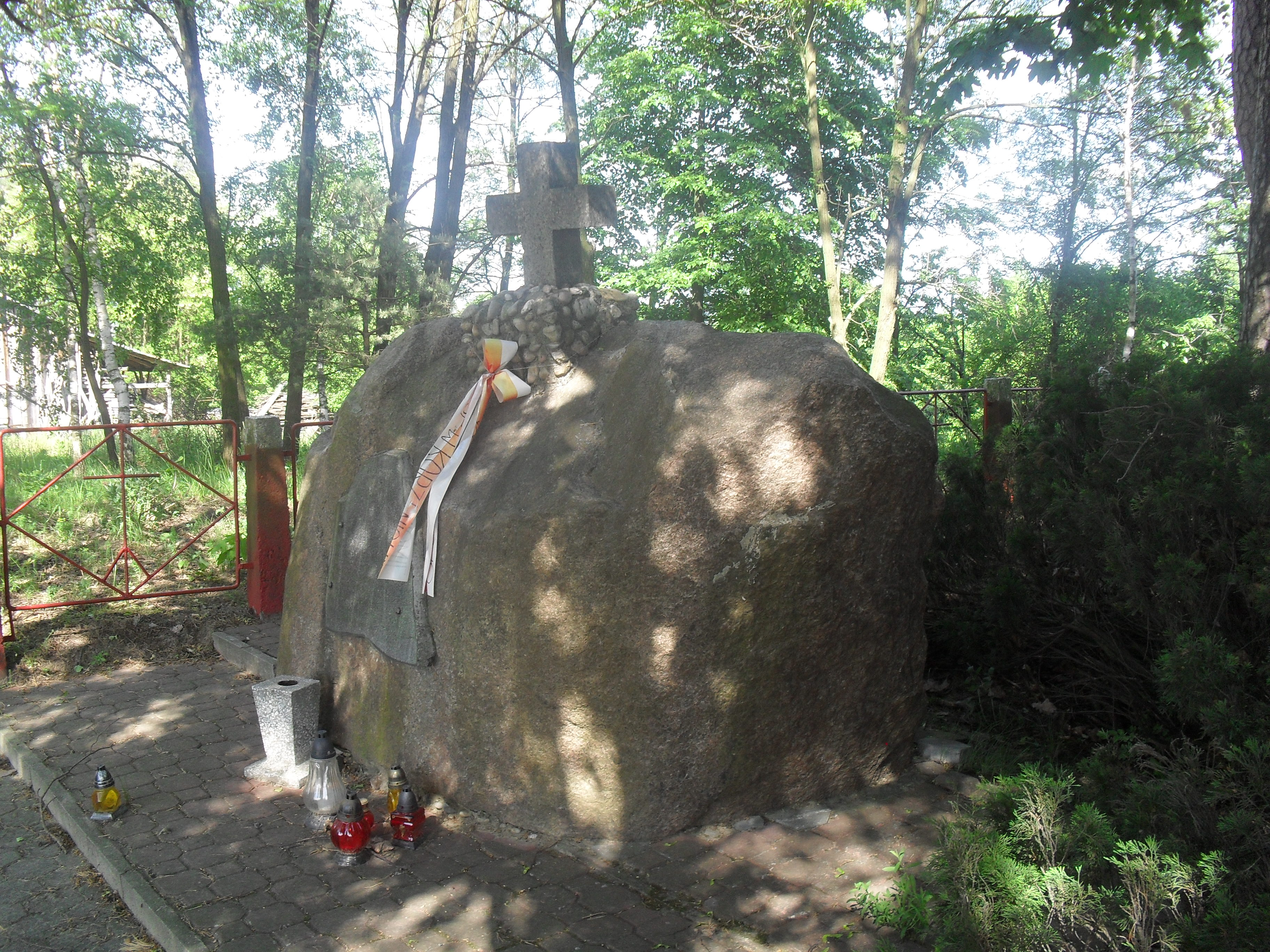
Głaz pamiątkowy wystawiony dla uczczenia ofiar potopu szwedzkiego

- Babi mór (cmentarz ofiar najazdu wojsk szwedzkich i Rakoczego) - w społeczności Korzeniowa żyła przekazywana z pokolenia na pokolenie legenda o rzezi kobiet i dzieci, które skryły się przed Szwedami w zaroślach, na niewielkim pagórku koło wsi. W XX wieku podanie zostało potwierdzone, kiedy w czasie prac odkrywkowych natrafiono na duże ilości kości ludzkich, w tym także dzieci. Prochy pomordowanych złożono w jednym miejscu, zbudowano na nim kapliczkę a teren pagórka uporządkowano. W 1990 roku na pagórku ustawiono głaz pamiątkowy poświęcony pomordowanym. Na licu umieszczona jest tablica granitowa o treści:

```
BOGU W TRÓJCY JEDYNEMU DZIĘKI I CHWAŁA ZA WOLNĄ OJCZYZNĘ
PAMIĘCI OFIAR NAJAZDU WOJSK SZWEDZKICH I RAKOCZEGO 1656–1957
PAGÓREK TEN KRYJE KOŚCI MIESZKAŃCÓW KORZENIOWA I PUSTKOWA
KILKUDZIESIĘCIU ŻOŁNIERZY SZWEDZKICH I POLSKICH
TERAZ JUŻ ZBRATANYCH W WIELKIEJ MOGILE
WOLNI W WOLNEJ OJCZYŹNIE PARAFIANIE KORZENIOWA
```